# Sanddorn
Sanddorn (Hippophae rhamnoides), auch Fasan(en)beer(e), Haffdorn, Seedorn und häufig „Zitrone des Nordens“ genannt, ist eine Pflanzenart aus der Gattung der Sanddorne (Hippophaë) innerhalb der Familie der Ölweidengewächse (Elaeagnaceae). Die Früchte sind für ihren hohen Vitamin-C-Gehalt bekannt und werden insbesondere zu Nahrungsmitteln und Getränken sowie zu Hautpflegeprodukten verarbeitet.

## Beschreibung

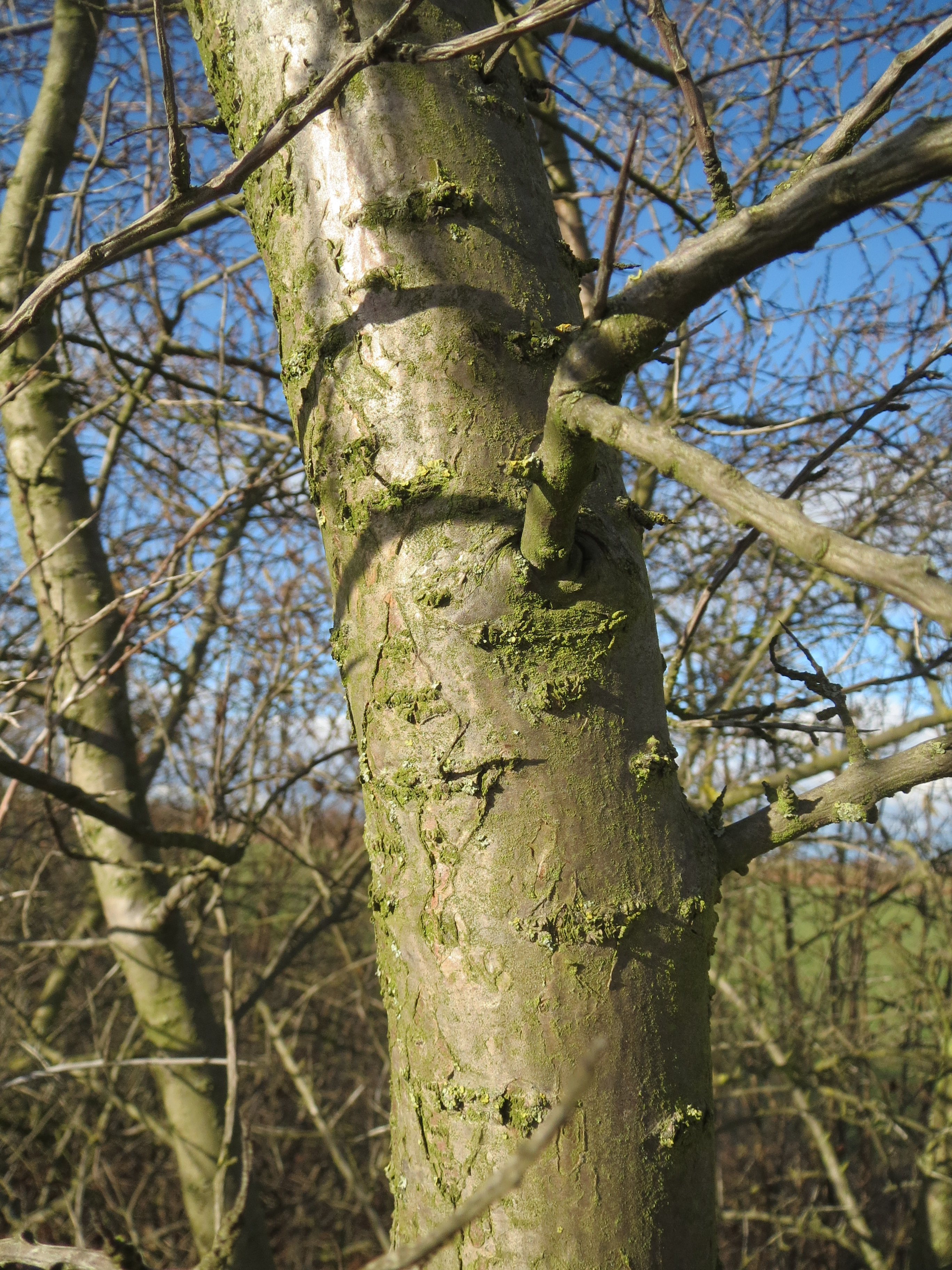
Borke

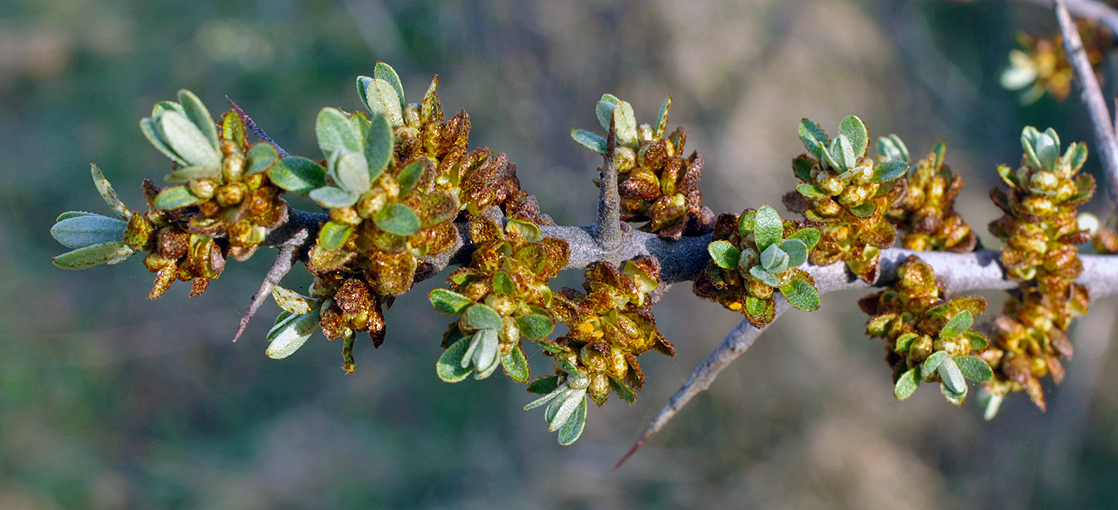
Blüten eines männlichen Sanddorns

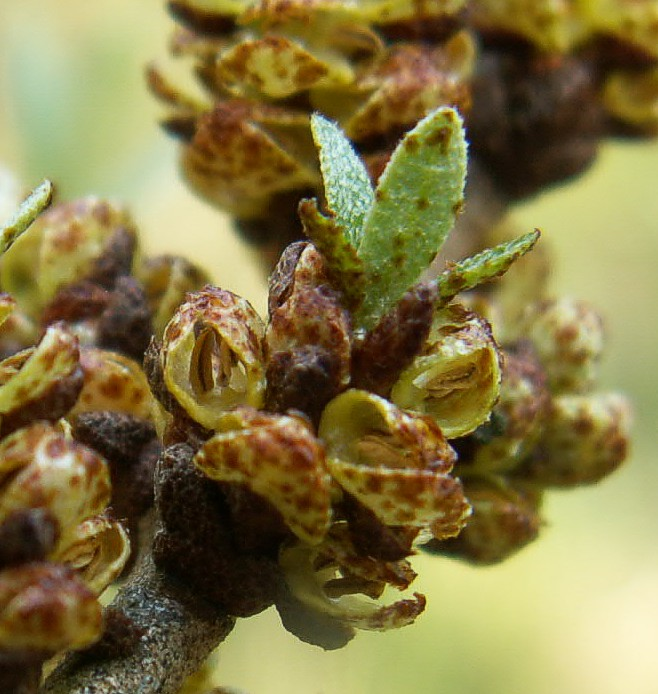
Blüten eines männlichen Sanddorns

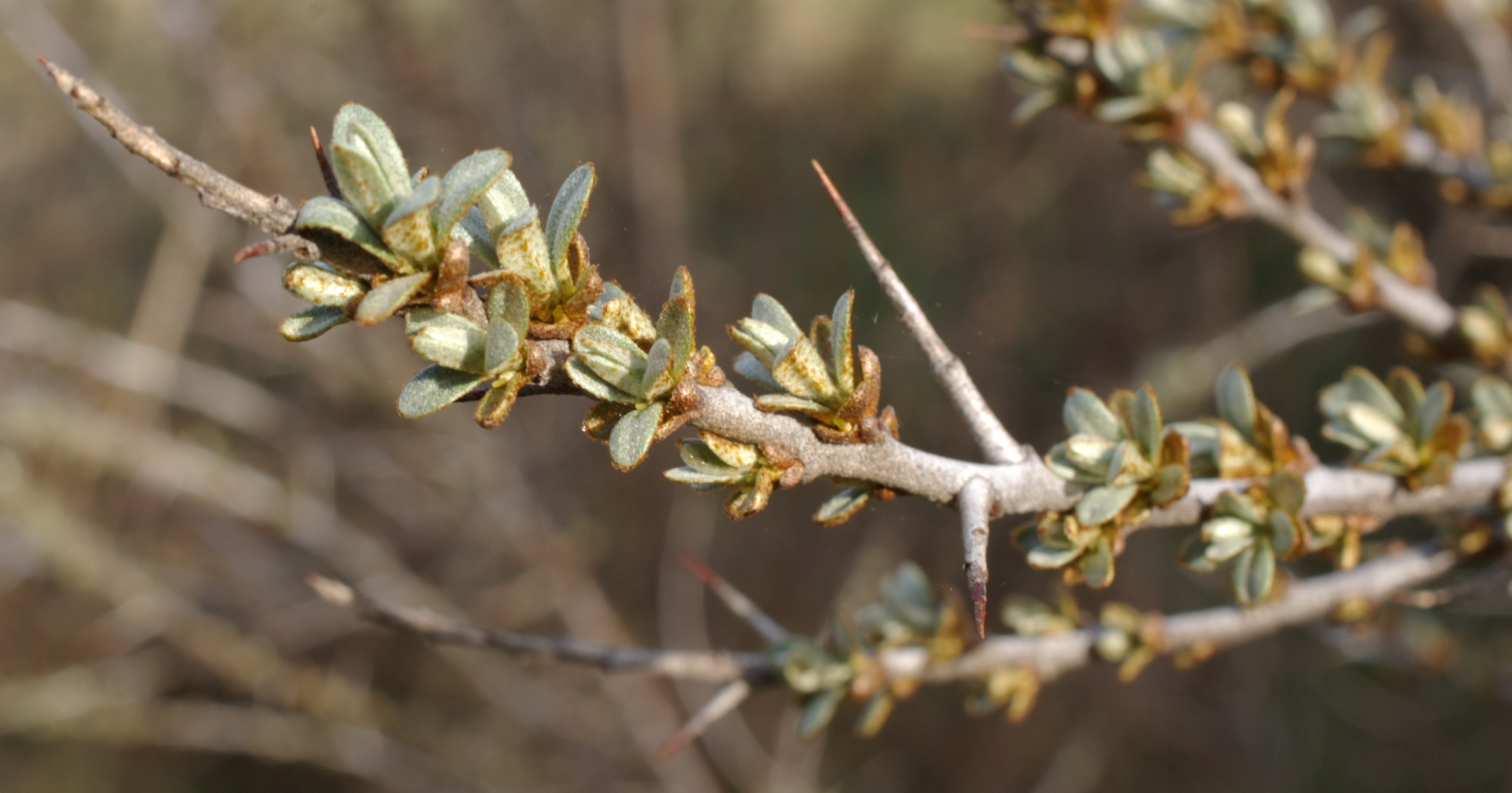
Blüten eines weiblichen Sanddorns

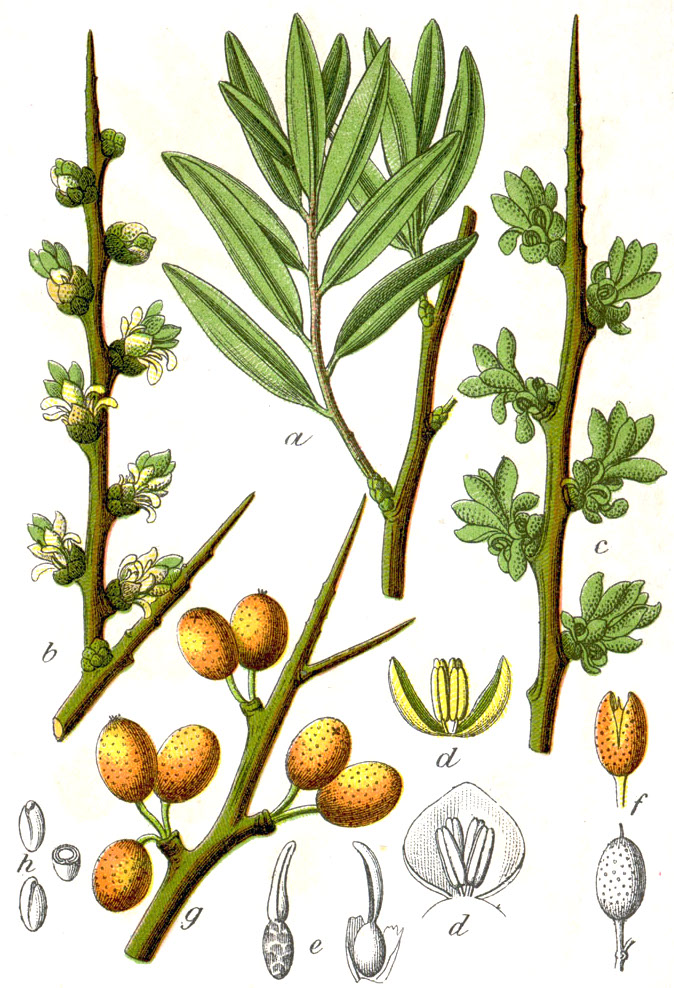
Illustration von J. Sturm

### Erscheinungsbild und Wurzel
Der Sanddorn wächst als sommergrüner Strauch, Zwergstrauch oder Baum und erreicht Wuchshöhen von 0,5 bis über 12 Metern. Die Zweige des Sanddorns bilden mehr oder weniger verdornte Kurztriebe aus und erscheinen, ähnlich wie die Knospen, durch zahlreiche kleine anliegende Schuppen (Schülfern) bronzefarben bis silber-grau.
Er verfügt über ein tief- und weitreichendes Wurzelsystem, das sich 1,5 bis 3 Meter in die Tiefe und in waagrechter, bzw. schräger Richtung bis zu 12 Meter nach allen Seiten erstreckt. Die am Wurzelhals entspringenden Bereicherungs- oder Langwurzeln kriechen dicht unter der Erdoberfläche. Sie bilden reichlich Wurzelbrut und sorgen auch auf flachgründigen Böden, wie sie beispielsweise an Küstengebieten mit weitausgedehnten Steilufern vorkommen, für eine feste Verankerung.

### Blatt

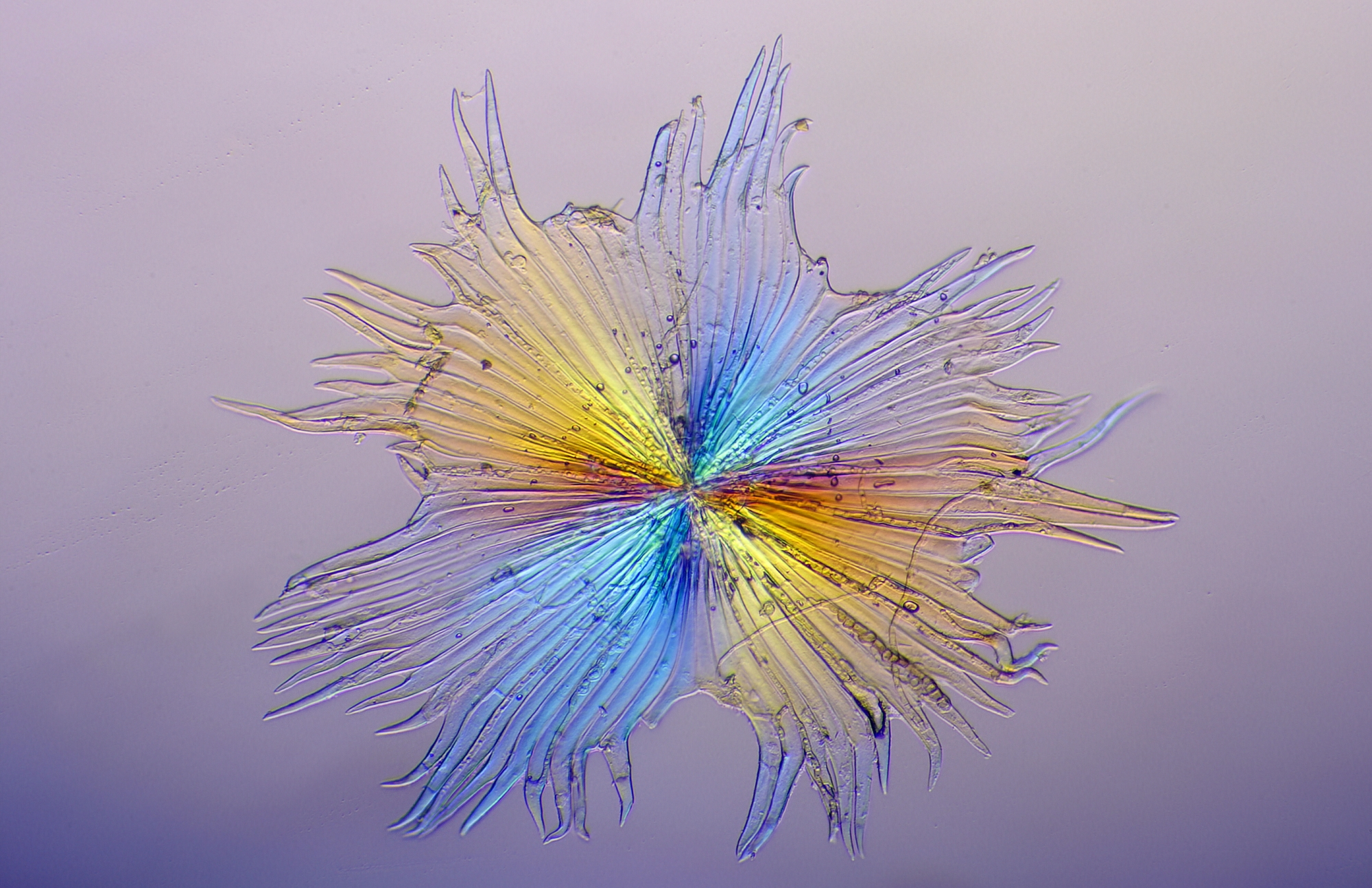
Schildhaar der Blattunterseite, mikroskopische Aufnahme mit polarisiertem Licht

Die wechselständig angeordneten Laubblätter sind kurz gestielt. Die einfachen Blattspreiten sind je nach Unterart bei einer Länge von 40 bis 80 Millimetern sowie einer Breite von 3 bis 8 Millimetern relativ schmal, eilanzettlich bis verkehrt-eilanzettlich oder länglich mit keilförmigen Spreitengrund und spitzer, rundspitziger bis stumpfer Blattspitze. Der ganze Blattrand rollt sich leicht nach unten. Die Blattoberseite ist anfangs mit sternförmigen Haaren besetzt, verkahlt in der Folge und zeigt dann eine grau-grüne Färbung. Die Blattunterseite ist dicht mit Schildhaaren bedeckt und deswegen weiß-filzig.

### Blütenstand und Blüte
Der Sanddorn ist zweihäusig getrenntgeschlechtig (diözisch) und blüht vor dem Laubaustrieb. Die kleinen gelblichen, eingeschlechtigen Blüten werden in Mitteleuropa ab März sichtbar und die Blütezeit erstreckt sich von März bis Mai. Die Blüten bilden sich achselständig an der Basis vorjähriger Triebe. Die sitzenden männlichen Blüten stehen zu wenigen in einem kurzen ährigen Blütenstand. Kronblätter werden nicht ausgebildet. Die vier kurzen Staubblätter werden von den zwei bootförmigen, schuppigen Kelchblättern eingehüllt. Die kurz gestielten weiblichen Blüten stehen zu wenigen in einem kurzen traubigen Blütenstand oder erscheinen einzeln. Die weiblichen Blüten sind 5 Millimeter lang, gelb-grüne und röhrig. Sie besitzen eine längere, schuppige Kelchröhre mit zwei kurzen Zipfeln. Der oberständige Fruchtknoten besteht aus einem Fruchtblatt, welches eine Samenanlage enthält. Der kurze Griffel geht in eine lang, längliche Narbe über.

### Frucht
Von Anfang August bis Anfang Dezember bringt der Sanddorn die kennzeichnenden, bei einer Länge von 7 bis 9 Millimetern rundlichen bis ellipsoiden oder eiförmigen, glänzenden, orange-roten bis orangefarbenen oder orange-gelben Früchte hervor, die botanisch als beerenartige Steinfrüchte (Scheinfrucht im fleischigen Perianth) bezeichnet werden. Sie entwickeln sich zahlreich an den Zweigen der weiblichen Sträucher und bilden sich unter Beteiligung der bei Reife fleischig werdenden Kelchröhre, die den einzigen Samen pro Frucht umgibt. Das Fruchtfleisch weist eine dünn-breiige Konsistenz auf und enthält ätherische Öle. Die Fruchthaut erscheint durch platte, schildförmige Schuppenhaare getüpfelt. Die steinartigen, außen braun gefärbten, furchigen Samen (Achäne) sind bei einer Länge von 2,8 bis 5,3 Millimetern sowie einer Breite von 1,4 bis 2,7 Millimetern länglich bis ellipsoid und besitzen einen weißen Kern.

### Chromosomensatz
Die Chromosomenzahl beträgt 2n = 24 für alle drei mitteleuropäischen Unterarten.

## Ökologie

### Bestäubung und Ausbreitung
Wurzelsprosse stellen die vegetative Vermehrung, eine Form der Selbstausbreitung im weiten Sinne, sicher. So können aus einem einzelnen Pflanzenexemplar nach 5 Jahren bereits 10 bis 20 neue Sträucher hervorgehen. Der Sanddorn entwickelt eine tiefe, bis 120 Zentimeter lange Hauptwurzel. Auf den Ålandinseln in der Ostsee wird der Sanddorn durchschnittlich 30 bis 40 Jahre, maximal 80 Jahre alt.
Die Blüten des Sanddorns werden gewöhnlich vom Wind bestäubt. Der Pollen wird in den Kelchblättern gespeichert und erst wenn er getrocknet ist über den Wind ausgebreitet. Die Blüten produzieren keinen Nektar. Ob zusätzlich Insekten als Bestäuber eine Rolle spielen, ist in der Diskussion noch nicht geklärt.
Die Ausbreitung der Diasporen erfolgt zum einen über Verdauungsausbreitung, zum Beispiel durch Vögel, die die Früchte verspeisen, zum anderen wird der Samen auch durch Wasser übertragen.  Die Samen benötigen für eine erfolgreiche Keimung Kälte und Licht.

### Anpassungen
Das tiefreichende Wurzelsystem und die Schildhaare an der Blattunterseite werden als Anpassungsleistungen der Pflanze an Trockenheit gedeutet. Der Sanddorn ist sehr frosthart.

### Synökologie
Der Gemeine Sanddorn lebt in Symbiose mit Luftstickstoff bindenden Frankia-Bakterien, was als Aktinorrhiza bezeichnet wird. Als Wintersteher stellen die Früchte für Vögel, wie z. B. den Fasan, in der kalten Jahreszeit eine bedeutende Ressource dar. Der nach der Roten Liste der Schweiz als gefährdet eingestufte Sanddorn-Feuerschwamm (Fomitiporia hippophaëcola), ein Pilz, der den saprotrophen Arten zugeordnet wird, wächst ausschließlich auf totem Holz des Sanddorns. Für die Raupen des Sanddornschwärmers (Hyles hippophaes) gilt der Sanddorn als wichtigste Futterpflanze.

## Vorkommen

### Verbreitung
Die ursprüngliche Heimat des Sanddorns befindet sich in Asien. Eiszeitliche Verschiebungen führten dann zur weiteren Verbreitung. Der Gemeine Sanddorn wird dem eurasischen Florenelement zugeordnet. Sein Verbreitungsschwerpunkt liegt in Ost- und Westasien und umfasst sowohl Sibirien als auch die Volksrepublik China. Das europäische Verbreitungsgebiet erstreckt sich über Mitteleuropa von den Pyrenäen über die Alpen und das Alpenvorland bis zum Kaukasus. Es umfasst das nordwestliche Europa und findet dort seine nördliche Grenze in Norwegen. Der Sanddorn hat ursprüngliche Vorkommen in Europa in den Ländern Spanien, Frankreich, Italien, der Schweiz, Österreich, Deutschland, im Vereinigten Königreich, Belgien, den Niederlanden, Dänemark, Norwegen, Schweden, Finnland, Polen, Ungarn, Kroatien, Tschechien, der Slowakei, Rumänien, Bulgarien und Albanien.
Pollenfunde aus dem Hoch- und Spätglazial der Weichsel-Kaltzeit weisen den Sanddorn als eine in Europa heimische Art aus, wobei sich anthropogene Einflüsse auf die heutigen Standorte im Areal ausgewirkt haben und er dadurch (auch) als Neophyt in allen deutschen Bundesländern verbreitet ist. Autochthone Vorkommen sind zerstreut in Süd- und Mittelbayern, Südost- und West-Baden-Württemberg sowie Nordwest-Niedersachsen zu finden. Aus Mecklenburg-Vorpommern und an der Ostseeküste Schleswig-Holsteins sind alte, zerstreute Bestände in Küstenregionen belegt, in Ost-Schleswig-Holstein auch am Unterlauf der Trave.

### Standort
Der Sanddorn gedeiht meist auf kalkhaltigen Sand- und Kiesböden in sonnigen Lagen in Höhenlagen von der Ebene bis zu 1900 Metern in den Alpen und 5000 Metern in Asien. Er steigt in den Tiroler Zentralalpen bis in Höhenlagen von 1650 Meter, in Graubünden im Schanfigg bis 1370 Meter, im Puschlav bis 1720 Meter und im Kanton Wallis bis 1900 Meter auf.
Er besiedelt oft lichte Kiefernwälder und Verlichtungen in Kiefer-Trockenwäldern. Trockene Flussauen und Schotterfluren zählen ebenso wie felsige Hänge und kiesige Ufer von Gebirgsbächen zu seinen üblichen Standorten. Als Pionierpflanze ist er an Meeresküsten, insbesondere auf festgelegten Dünen, aber auch in Steppen eine häufig anzutreffende Art. Als sekundäre Standorte besiedelt er Kiesgruben und Straßenböschungen. Als Hecken- und Zierpflanze in naturnahen Gärten und Parks wird er über die Naturvorkommen hinaus angebaut.
Der Gemeine Sanddorn ist in Mitteleuropa eine Kennart der Sanddorn-Berberitzengebüsche und Begleitart von Alpenrosen-Latschengebüschen.
Die ökologischen Zeigerwerte nach Landolt et al. 2010 sind in der Schweiz: Feuchtezahl F = 2+w+ (frisch aber stark wechselnd), Lichtzahl L = 4 (hell), Reaktionszahl R = 4 (neutral bis basisch), Temperaturzahl T = 3+ (unter-montan und ober-kollin), Nährstoffzahl N = 3 (mäßig nährstoffarm bis mäßig nährstoffreich), Kontinentalitätszahl K = 4 (subkontinental).

## Systematik
Die Art Hippophae rhamnoides L. wurde 1753 durch Carl von Linné in Species Plantarum, Tomus II, Seite 1023–1024 erstveröffentlicht. Der botanische Gattungsname Hippophae enthält die beiden griechischen Wörter hippos für „Pferd“ und phaes für „leuchtend“. Das Artepitheton rhamnoides geht auf das Wort rhamnus zurück, was Dorn bedeutet und auf die Bewehrung des Sanddorns Bezug nimmt. Als Synonyme für Hippophae rhamnoides L. gelten Elaeagnus rhamnoides (L.) A. Nelson und Rhamnoides hippophae Moench.
Je nach Autor gibt es von Hippophae rhamnoides L. einige Unterarten (Auswahl):
- Karpaten-Sanddorn (Hippophae rhamnoides subsp. carpatica Rousi): Er besitzt sein Hauptvorkommen in Wäldern und Gebüschen trockenwarmer präalpiner Standorte. Er hat ursprüngliche Vorkommen in Deutschland, Österreich, Ungarn, Tschechien, der Slowakei, Rumänien und im früheren Jugoslawien.[12] Er gilt als Kennart der Assoziation (Salici-Hippophaetum rhamnoidis). Seine Schösslinge wachsen gerade. Die Beeren sind kugelig geformt und bilden lanzettliche bis schmal-eiförmige Samen aus. Er ist in Mitteleuropa eine Charakterart des Salici-Hippophaetum aus dem Verband Berberidion.[6]
- Hippophae rhamnoides subsp. caucasica Rousi: Diese Unterart kommt in Europa in Rumänien und in Bulgarien vor.[12]
- Gebirgs-Sanddorn (Hippophae rhamnoides subsp. fluviatilis Soest): Er kommt überwiegend in präalpinen Gebieten vor und zeichnet sich durch lange, biegsame Zweige, 3 bis 6 Millimeter breite Blätter sowie ovale, nicht abgeflachte Samen aus. Seine Bewehrung ist weniger stark ausgeprägt. Er ist in Mitteleuropa eine Charakterart des Salici-Hippophaetum rhamnoidis aus dem Verband Berberidion.[6] Er hat ursprüngliche Vorkommen in Spanien, Frankreich, Deutschland, Österreich, Italien und Rumänien.[12]
- Küsten-Sanddorn (Hippophae rhamnoides L. subsp. rhamnoides, Syn.: Hippophae rhamnoides subsp. maritima Soest, Hippophae litoralis Salisb.[18]): Sein Hauptvorkommen erreicht er in den Dünen der Küstenregionen und bildet dort die Kennart der Assoziation Küstensanddorn-Dünenweiden-Gebüsche (Hippophaeo-Salicetum arenariae). Er besitzt ein stark dorniges Erscheinungsbild. Seine kurzen Zweige stehen steif aufrecht. Die Schösslinge sind häufig gedreht und knotig gewachsen. Die meist zylinderförmigen, orangerot bis gelben Früchte enthalten elliptische, abgeflachte Samen.[18] Er ist in Mitteleuropa eine Charakterart des Hippophaeo-Salicetum arenariae aus dem Verband Salicion arenariae.[6] Er besitzt in Europa ursprüngliche Vorkommen in Frankreich, Deutschland und Rumänien.[12]

### Botanische Geschichte
Bis in das 16. Jahrhundert wurde der Sanddorn zu den Kreuzdorngewächse (Rhamnaceae) gezählt und von Clusius als Rhamnus II bezeichnet. Der Sanddorn wurde Oleaster germanica oder „wilder deutscher Olivenbaum“ genannt (Cruydt-Boeck Dodonaei 1544, Reprint 1644). Der niederdeutsche Trivialname für den an der Nordseeküste verbreiteten Sanddorn ist „Duyn-bessie“ oder „Duyn-dorn“, der heutige niederländische Name ist Duindoorn (Dünenbeere, Dünendorn).
Im 17. Jahrhundert wurden von Peter Uffenbach die Pflanzen Kreuzdorn (Rhamnus cathartica), Faulbaum (Frangula alnus) und Sanddorn zur Kreuselbeer zusammengefasst („Es ist noch ein Geschlecht/ ein wenig weisser/ dergleichen ist auch ...“) und für Sanddorn der Name Hippophaes Dioscoridis vorgeschlagen.

### Trivialnamen
Die Bezeichnung Sanddorn für die Art bzw. die Früchte leitet sich vom Standort ab. Ebenso beziehen sich Namen wie Haffduurn in der Bedeutung Haff für Ostseebucht (Mecklenburg), Griesbeer nach der Herleitung des mittelhochdeutschen Griez für Sand (Tirol: Lienz), und Audorn (Tirol) auf typische Wuchsorte.
Als weitere deutschsprachige Trivialnamen, zum Teil nur regional, werden oder wurden u. a. verwandt: Doorn (Insel Juist), Durnbusch (Hiddensee), Fürdorn (Baden), Besingstrauch (Brandenburg), Fasanbeer (Salzburg), Amritscherl, abgeleitet vom Artepitheton rhamnoides (Niederösterreich: Kritzendorf), Tubakröhrlistude (Graubünden), Weisseldern (Mals). Die schweizerische Vereinigung für Vegetarismus führt auf ihrer Homepage noch die Bezeichnungen Korallen- und Meerbeere an.

## Inhaltsstoffe
Sanddorn weist mehr als 100 verschiedene bioaktive Substanzen auf. Dazu zählen verschiedene Vitamine: A, C, D, E, F, K, B-Komplex-Vitamine (B1, B2, B6), außerdem Provitamin A (alpha und beta-Carotin, andere Carotinoide, Antioxidantien (Tocopherol, Tocotrienole), Flavonoide), verschiedene Fruchtsäuren (Äpfelsäure, Zitronensäure), phenolische Komponenten, Mineralen (darunter Zink, Eisen, Calcium, Selen, Kupfer), Tannine, Phospholipide, Anthocyane, pflanzliche Steroide, Zucker, Pektine, etwa 18 Aminosäuren, u. a.
Sanddorn enthält, abhängig von der jeweiligen Sorte, zwischen 200 und 900 mg pro 100 g Fruchtfleisch an Vitamin-C-Gehalt. Dieses ist deutlich mehr als der durchschnittliche Vitamin-C-Gehalt von 50 mg pro 100 g bei Zitrusfrüchten (Zitronen oder Orangen), wobei letztere aber in wesentlich höheren Mengen verzehrt werden. Sanddorn enthält auch Vitamin B12, welches sonst fast ausschließlich in tierischer Nahrung vorkommt. Dieses entsteht durch eine Symbiose mit Bakterien wie Frankia alni.
Sanddornfruchtfleisch enthält zwischen 3 und 5 % Öl. Sanddornöle (Kern- und Fruchtöl, oder gemischt) enthalten gesättigte und ungesättigte Fettsäuren. Zu den enthaltenen gesättigten Fettsäuren zählen Palmitinsäure sowie Stearinsäure und zu den ungesättigten Fettsäuren Arachinsäure, Ölsäure, Palmitoleinsäure, Linolsäure, Α-Linolensäure und Γ-Linolensäure.

## Verwendung

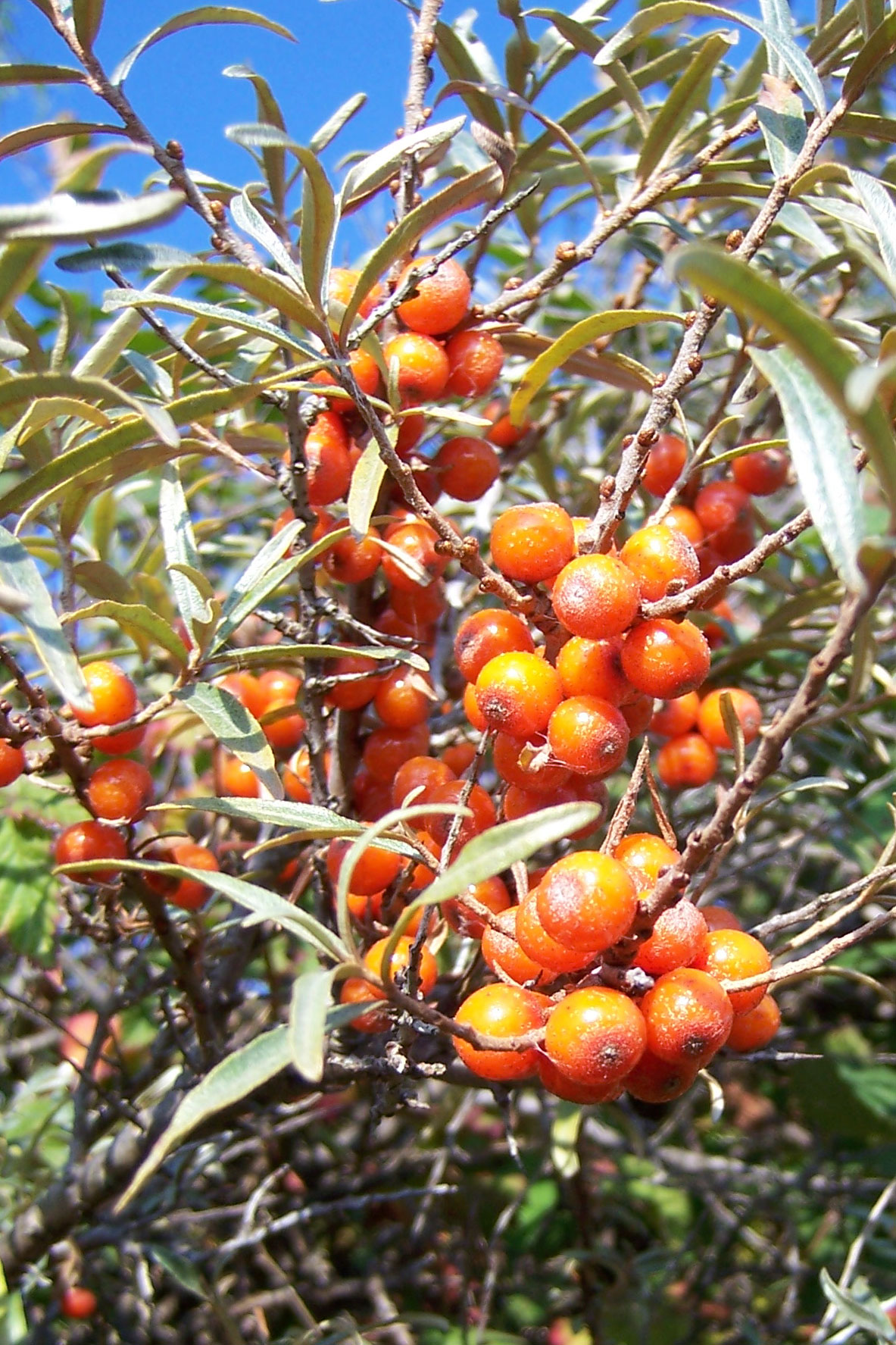
Sanddornfrüchte

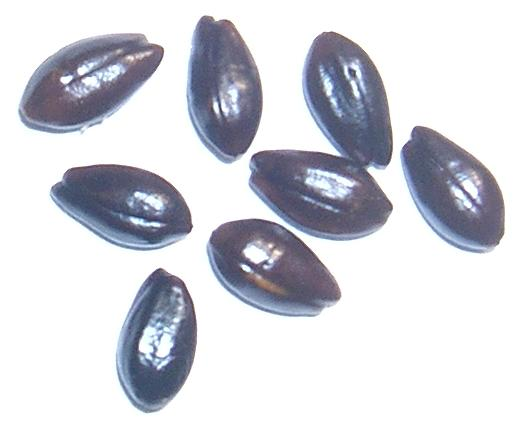
Sanddornsamen

Sanddorn wird heute in einer breiten Produktpalette angeboten. Aufgrund schwieriger Erntebedingungen und einer langen Anlaufphase von etwa sechs bis acht Jahren bis zur ersten Ernte ist Sanddorn ein relativ teurer Rohstoff.

### Nutzung in der Medizin

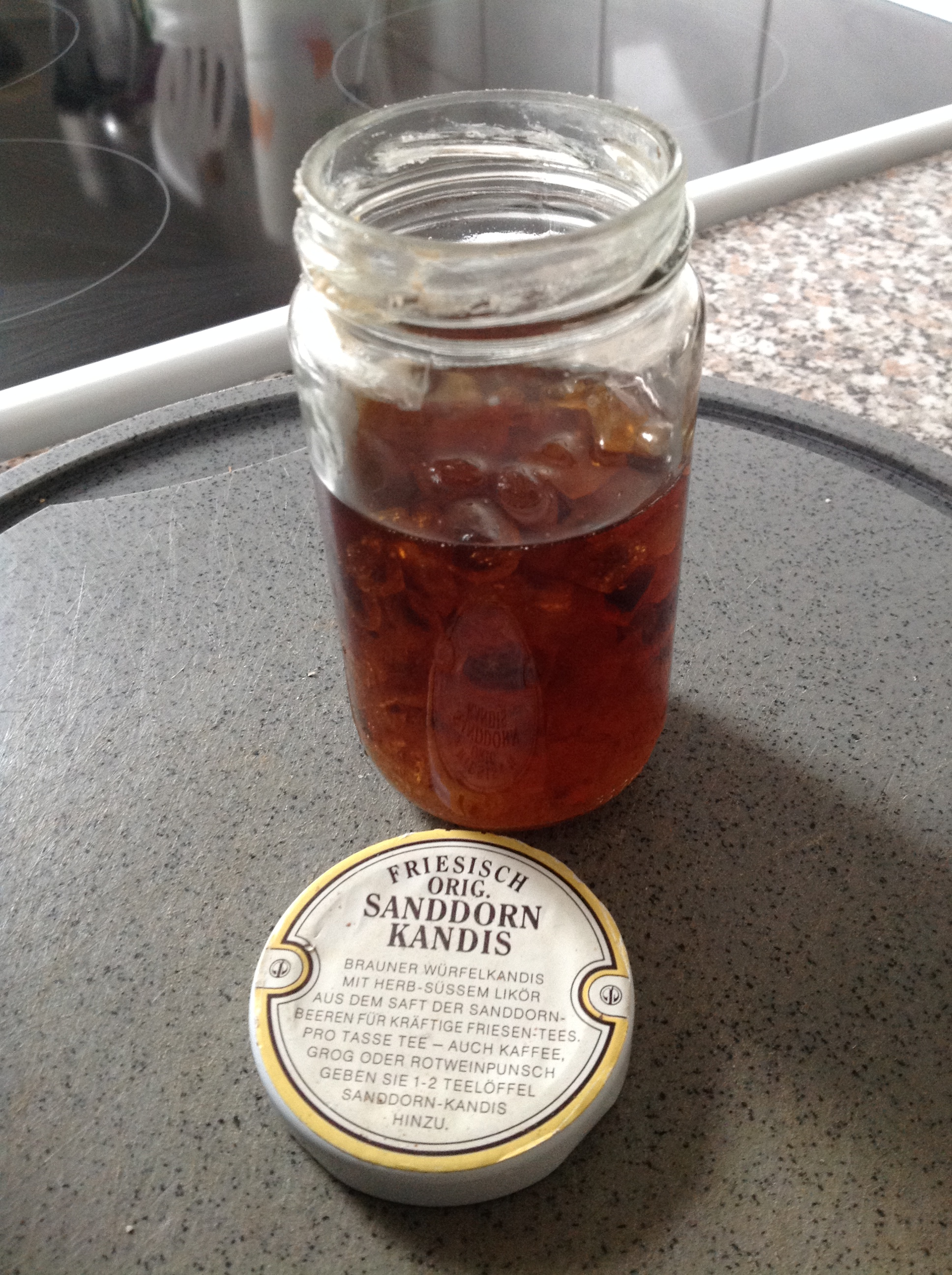
Sanddorn mit Kandis

Volksheilkundlich werden die frischen reifen Sanddornfrüchte und das Sanddornkernöl genutzt.
Sanddornprodukten werden verschiedenste medizinische Wirkungen zugeschrieben. Einige berichtete Effekte wären zumindest theoretisch durch die bekannten Inhaltsstoffe erklärbar. Meist fehlen jedoch kontrollierte wissenschaftliche Untersuchungen mit größeren Fallzahlen.
Sanddornfrüchte wendet man in Form von Säften und Extrakten an. Aufgrund ihres hohen Gehalts an Vitamin C verwendet man sie bei Anfälligkeit auf Erkältungskrankheiten, bei fieberhaften Infektionen sowie in der Rekonvaleszenz.
Sanddornöl fördert die Wundheilung, diese Eigenschaft wird in Osteuropa schon lange zur Heilung von Strahlenschäden z. B. durch Röntgenstrahlen oder  bei Sonnenbrand genutzt. Der versuchsweise Einsatz bei Neurodermitis war dagegen nicht überzeugend. In Mitteleuropa ist Sanddornkernöl in neuerer Zeit in zahlreichen Kosmetikprodukten enthalten.

### Verwendung als Nahrungsmittel
Für den Frischverzehr hat Sanddorn eher eine geringe Bedeutung. Ansonsten existieren ähnliche Verwendungsmöglichkeiten wie bei anderen Beerenfrüchten, wobei die Verwendung als Fruchtmus, Fruchtsaft und, in getrockneter Form, als Gewürz herausragt.
Als Getränk wird Sanddorn als orangefarbener dicker Fruchtsaft, Nektar und als Bestandteil von Mixgetränken und Cocktails angeboten. Die Beeren werden auch zu alkoholischen Getränken wie Obstwein und Likör (Fasanenbrause) verarbeitet. Sanddornfrüchte werden traditionell auch als aromatische Zutat in Kräuter- und Früchtetees verwendet. Zudem gibt es Kräuter- und Früchteteemischungen mit Sanddornbeeren. Der säuerliche Geschmack verleiht zum Beispiel Rooibos eine eigene Note. Auch Konfitüre oder Fruchtaufstrich kann aus Sanddorn hergestellt werden.
Die Kerne werden gleichermaßen zur Gewinnung von hochwertigem Pflanzenöl für Hautpflegeprodukte und Nahrungsergänzungsmittel verwendet, wie auch das aus Herstellersicht wertvollere Fruchtfleischöl.
Nebenwirkungen bei der Einnahme von Sanddornöl oder Saft, auch über lange Zeiträume, sind nach Studien der Universitäten Dresden und Sofia nicht bekannt.

### Landschaftsgärtnerische Bedeutung
Im Garten- und Landschaftsbau wird der Sanddorn gerne als Heckenpflanze und Vogelnährgehölz verwendet. Als Wintersteher bietet er zudem in der dunklen Jahreszeit einen hohen Zierwert. Für eine Ansiedlung in kleineren Zier- oder Nutzgärten ist der Sanddorn weniger geeignet. Durch seine ausgeprägte Wurzelbrut und das weitreichende Wurzelsystem tendiert er dazu, Nachbarpflanzen zu verdrängen und die Pflanzfläche weitflächig zu durchwurzeln. Eine Eindämmung ist dann nur noch begrenzt möglich. Maßnahmen wie Rhizomsperren werden daher bei einer Anpflanzung in weniger großzügigen Arealen als sinnvoll angesehen.

### Ingenieurbiologische Bedeutung
Der Sanddorn zeichnet sich durch Windbeständigkeit, Salztoleranz und ein weitreichendes Wurzelsystem aus. Er wird daher gerne zur Bodenbefestigung sandiger Standorte wie Dünen, Fluss- und Küstengebiete eingesetzt. Er kann als Pionierpflanze auf Rohboden gedeihen, baut mit Hilfe der mit ihm in Symbiose lebenden Bakteriums Frankia alni langsam den Humusgehalt auf und bereitet so den Boden für anspruchsvollere Folgepflanzen vor. Eine Sanddornhecke entwickelt dichtes Astwerk und dient zahlreichen Vögeln als Nistgehölz und Unterschlupf.

### Holz
Das Holz des Sanddorns zeichnet sich durch einen schmalen gelben Splint und lebhaft braunen Kern aus. Es ist dauerhaft, feinfasrig, mittelschwer und gut polierbar und findet als Drechsler- und Brennholz Verwendung. Da es Quercetin enthält, kann es auch zum Gelb- und Braunfärben genutzt werden.

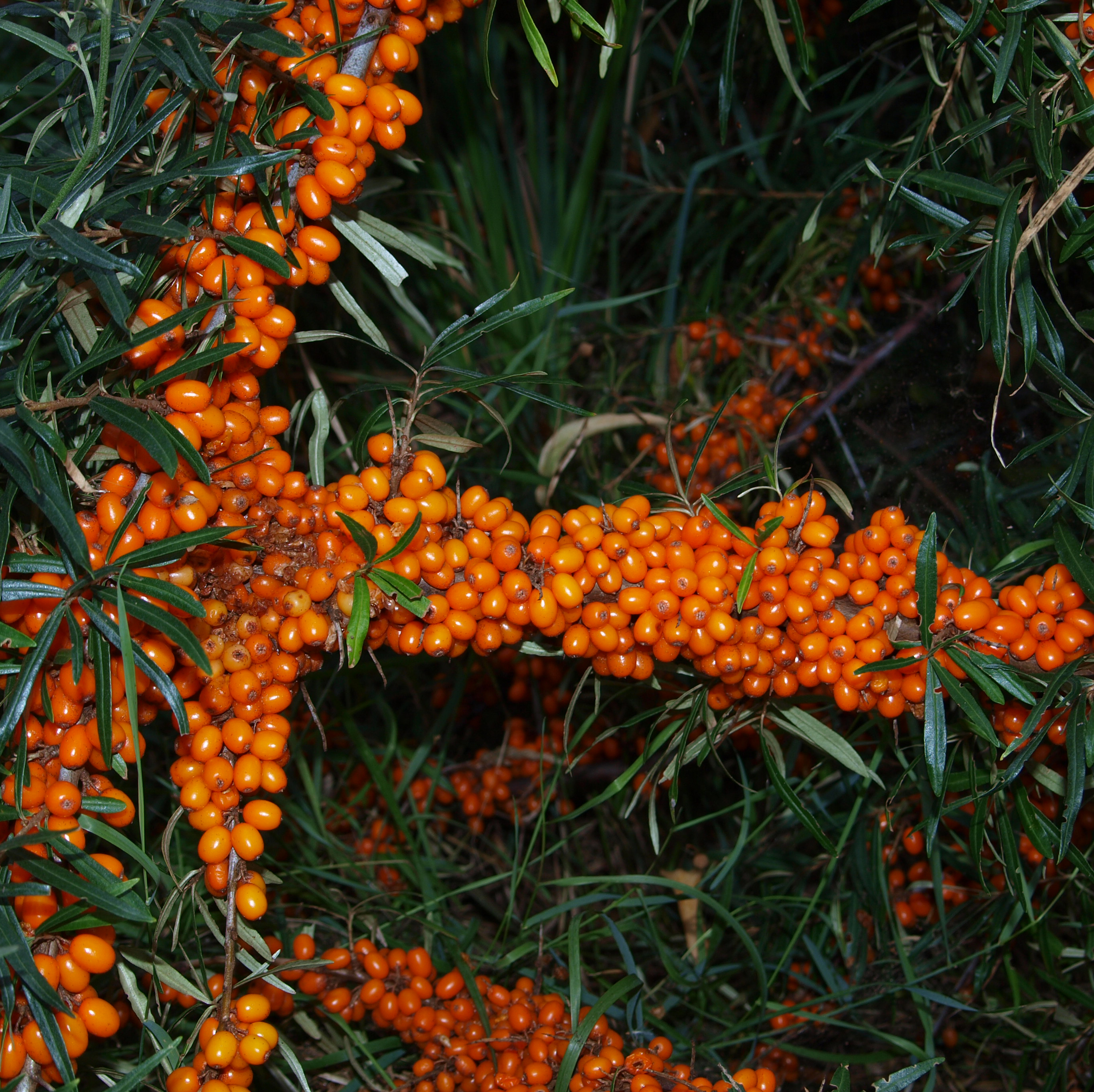
Sanddorn mit vielen Früchten

## Kultivierung
Sanddorn wurde in Deutschland erstmals Ende der 1960er Jahre in der DDR angebaut. Da der hohe Vitaminanteil als wertvoller Beitrag zur Volksgesundheit eingeschätzt wurde, wurden entsprechenden Instituten Forschungsgelder bereitgestellt. In der Folge wurden innovative Erntemethoden und mittels Züchtung und Mutation neue Sorten entwickelt. Klinische Studien verifizierten eine positive Wirkung der im Sanddorn enthaltenen Inhaltsstoffe. Ende der 1980er Jahre ging man Kooperationen mit osteuropäischen Universitäten und Erzeugern ein.
1980 wurde die erste Kultursanddorn-Plantage von 3 ha Größe in Ludwigslust angelegt. Bis 1989 hatte sich die Anbaufläche in den Nordbezirken der DDR und im Bezirk Potsdam auf über 150 ha ausgedehnt. In den 1990er Jahren verfielen viele Flächen, seit dem Jahr 2000 expandiert der Sanddornanbau jedoch wieder. 2014 lag die Anbaufläche bei 671 ha. Die Hauptanbaugebiete liegen mit über 300 ha in Brandenburg, mit etwa 200 ha in Mecklenburg-Vorpommern und 100 ha in Sachsen-Anhalt. Auf den rund 120 ha bei Ludwigslust beträgt die Ernte zwischen 45 (2016) und 70 (2017) Tonnen Sanddorn.
In Frankreich ist der Anbau von Sanddorn in den südlichen und hohen Alpen am deutlichsten ausgeprägt. Zahlreiche örtliche Erzeuger bieten dort regionaltypische Produkte und Spezialitäten auf der Basis von Sanddorn an. In Champsaur (Département Hautes-Alpes) zählen Sanddornprodukte in gleicher Weise wie die bekannten „Tourton du Champsaur“ zu den charakteristischen Spezialitäten der Region.
Die Volksrepublik China gilt heute mit über einer Million Hektar Anbaufläche als größter Produzent von Sanddorn. Die Anbaufläche Deutschlands ist international gesehen unbedeutend.

### Schädlinge
Der wichtigste Schädling im Sanddornanbau ist die Sanddornfruchtfliege. Ein zunehmendes Problem bei Sanddorn-Kulturen ist seit 2015 ein bisher unbekannter Schaderreger, der vor allem Kulturen in  Norddeutschland befällt und auch zum Absterben bringt. Grund dafür ist möglicherweise ein nicht gänzlich erforschter Bodenpilz.

## Sonstiges
Erwähnung findet der Sanddorn in Nina Hagens Hit Du hast den Farbfilm vergessen, der 1974 veröffentlicht wurde („Hoch stand der Sanddorn am Strand von Hiddensee ...“).